# David Calatayud
David Calatayud (El Siscar, Santomera, Región de Murcia, 10 de octubre de 1983) es un ciclista español retirado.

## Biografía
A principios de 2009 se coronó campeón de España del kilómetro en pista. Ese mismo año participó en los Juegos del Mediterráneo y, tras proclamarse Campeón de España con la selección murciana en Palma de Mallorca, fichó por el Contentpolis-AMPO.
Fue presidente del Comité Escolar de la Federación de Ciclismo de la Región de Murcia (FCRM) para la temporada 2012.
En su palmarés figuran tres Campeonatos de España en Pista y un cuarto puesto en una etapa de la Vuelta a Murcia de 2009 (en su único año como profesional).

## Carrera deportiva
- 2004
  - 1º en Vuelta ciclista a Santomera 2004[8]
- 2005
  - 3º  en 1ª etapa Vuelta a la Provincia de Alicante, Torrevieja (Comunidad Valenciana), España[9]
- 2006
  - 2º en Campeonato Nacional, Pista, 1 km, Elite, España.
  - 2º en Campeonato Nacional, Pista, Persecución por Equipos, Elite, España.
  - 2º en 2ª etapa Vuelta a la Provincia de Alicante, España[10]
  - 1º en 2ª etapa GP Vila-Real, Villarreal (Comunidad Valenciana), España
  - 3º en 1ª etapa Vuelta a Tenerife, Guamasa (Canarias), España
  - 3º en Campeonato de España persecución por equipos 2006.[11]
  - 1º en Trofeo Costa Blanca Turismo Diputación de Alicante.[12]
  - 1º clasificado etapas 1 y 4 y 2º en etapa 5. Vuelta a a la provincia de Alicante[13]
- 2007
  - 2º  en Campeonato Nacional, Pista, 1 km, Elite, España.[14]
  - 2º en 5ª etapa Vuelta a la Provincia de Alicante, Alicante (Comunidad Valenciana), España[15]
  - 3º   en 5ª etapa Vuelta Ciclista Internacional a Extremadura, Mérida (Extremadura), España
  - 2º en 4ª etapa Vuelta a la Comunidad Aragonesa, (Semana Aragonesa), Huesca (Aragón), España
  - 1º clasificado etapa 4 Vuelta a a la provincia de Alicante[16]

- 2008
  - 2º en Carrera del Pavo. Puente Tocinos (Murcia), España[17][18]
  - 2º de la Clásica Ciudad de Torredonjimeno. Torredonjimeno (Andalucía), España[19]
  - 1º en metas volantes Trofeo Guerrita 2008[20]
  - 9º en Campeonato de España ruta 2008[21]
- 2009
  - 1º en Campeonato Nacional, Pista, 1 km, Juniores, España.[22]
  - 2º en Campeonato Nacional, Pista, Persecución por Equipos, Elite, España,.
  - 3º en Trofeo Guerrita, (Alcantarilla), Alcantarilla (Murcia), España
  - 10º en 1ª etapa Vuelta a Murcia, Lorca (Murcia), España
  - 4º en 2ª etapa Vuelta a Murcia, Caravaca (Murcia), España
  - 1º en Trofeu Joan Escolá, (Sabadell), Sabadell (Cataluña), España
  - 1º en 1ª etapa Vuelta Ciclista a Cartagena, España
  - 3º en Cursa Ciclista de Llobregat, (Llobregales, Diletantes), La Coruña (Galicia), España
- 2010
  - 2º en Trofeu Joan Escolá, (Sabadell), Sabadell (Cataluña), España
  - 1º en GP Ciclista Primavera CC Onturense, (Ontur), Ontur (Castilla-La Mancha), España[23]
  - 3º en 2ª etapa Vuelta Ciclista a Cartagena, España
  - 2º en 5ª etapa parte b Volta Ciclista Provincia Tarragona, Reus (Cataluña), España
  - 2º en Volta del Llagostí, España
  - 1º clasificado general Metas Volantes Vuelta Ciclista a Cartagena 2010[24]
  - 2º en Trofeo Santa Quiteria Higueruela 2010
  - 4º en Campeonato de España ruta 2010[25]
- 2019
  - 1º en Torre Pacheco (Murcia)[26]